# Branchiostegus japonicus
Branchiostegus japonicus ist eine marine Fischart aus der Familie der Ziegelbarsche. Sie kommt im westlichen Pazifik vor und ist unter mehreren englischen Trivialnamen bekannt, unter anderem horsehead tilefish und Japanese horsehead tilefish. In der Sushi-Küche gibt es für Fischfleisch der Art die japanische Bezeichnung あまだい Amadai.

## Beschreibung
Branchiostegus japonicus besitzt einen langgestreckten, spindelförmigen Körper. Die Kiefer stehen leicht schräg und reichen bis unter das vordere Drittel der Pupille. Der Körper hat einen pink-roten Grundfarbton mit blassgelben Flecken, überlagert mit einem Goldton. Eine weitere Musterung wird von unregelmäßig geformten roten Flecken auf dem Rücken in der Körpermitte gebildet. Dies erzeugt den Eindruck, dass stellenweise die Schleimschicht entfernt wurde um den goldgelben Farbton hervortreten zu lassen. Vor der Rückenflosse gibt es einen schwarzen Streifen. Im Gegensatz zu anderen Branchiostegus-Vertretern gibt es keine supraorbitalen silbrigen Streifen, dafür hat B. japonicus eine charakteristische dreieckige silberweiße Fläche hinter den Augen. Gelegentlich haben Individuen eine gleichartig gefärbte Fläche an der Oberkante des Kiemendeckels. Die Rückenflosse weist 5 oder 6 leuchtend gelbe Streifen. Die Art erreicht eine maximale Gesamtlänge 46 cm, ein Gewicht von 1,3 kg und ein Alter von 12 Jahren, üblicher sind aber 20–33 cm Standardlänge.

## Verbreitung
Branchiostegus japonicus lebt im westlichen Pazifik. Habitate liegen vor Japan (Honshū bis Kyūshū) und im Ostchinesischen Meer. Weiters kommt die Art von der Küste von China bis nach Süd-Vietnam und auch in philippinischen Gewässern vor. Ein Bericht aus 1989 gibt als Fundort die Arafurasee an, über ein mögliches Vorkommen der Art in diesen Gewässern gibt es keine weiteren, aktuelleren Angaben.

## Lebensraum und Verhalten
Branchiostegus japonicus wird an Bauen in Weichsubstraten, also Sand und Schlamm oder Sand und Schlamm mit Resten hartschaliger Tiere, in Tiefen von 30 bis 265 Metern gefunden. Übliche Fangtiefen in der Fischerei sind 80 bis 200 Meter. Die Wassertemperatur in den Biotopen liegt bei 8 °C bis 18 °C im Winter und bei 14 °C bis 22 °C im Herbst. Die Baue werden von den Tieren selbst hergestellt, sie dienen als Zuflucht vor Räubern und als nächtlicher Unterschlupf.
Das Laichgeschäft findet zweimal jährlich statt, im Juli und im Oktober (Angabe für das Ostchinesische Meer). Die jährlich ersten Beobachtungen von Larven können im Oktober in den Gewässern des Japanischen Meers vor Sado in Tiefen von 0 bis 50 Metern bei einer Wassertemperatur von 19 °C bis 21 °C gemacht werden.
Die Eier sind pelagisch und treiben in der Wassersäule als eine in Schleim eingefasste Masse.

## Systematik
Branchiostegus japonicus wurde im Jahr 1782 erstbeschrieben. Der niederländische Naturkundler Martinus Houttuyn publizierte die Art als Coryphaena japonica mit Nanao als angegebener Typuslokalität. Ein weiteres Synonym ist Coryphaenoides hottuynii (Lacépède, 1802).

## Menschliche Nutzung
Branchiostegus japonicus ist eine im kommerziellen Fischfang wichtige Art, insbesondere in Japan. Fangtechniken sind die Langleinen- und die Schleppnetzfischerei. Die Fangmengen fluktuieren. Statistisch erfasst wurden ein Ertrag von 500 Tonnen im Jahr 1956, einer von 12.460 Tonnen im Jahr 1970 und eine durchschnittliche Fangmenge von rund 6.000 Tonnen in nach 1970, dann ein starker Anstieg der Anlandungen auf 74.000 Tonnen im Jahr 2005 und ein Rückgang auf 64.000 Tonnen im Jahr 2006. Männchen werden aufgrund ihrer Aggressivität, Gefräßigkeit und höheren Körpergröße bevorzugt gefangen.
Der Fisch kommt frisch, als Dosenkonserve oder gesalzen auf den Markt.